# 勅旨所
勅旨所（ちょくししょ）とは、延暦元年（782年）に廃止された勅旨省の継承機関。勅旨省と同様に天皇のための物資調達と家産経営にあたったと考えられている。
その実態を示す史料は少ないが、延暦8年（799年）に勅旨所から東大寺三綱に宛てられた文書の草案が「平安遺文」中に収録されているが、その中には長官紀古佐美・次官藤原内麻呂以下勅旨所の諸役人の署判が記されている。ただし、長官・次官以外は全て内蔵寮の役人が占めており実質上内蔵寮に統合されていたと見られている。『延喜式』には内蔵寮所属の勅旨舎人がいたこと、勅旨所所属の倉庫が存在していた事が記されている。